# Liste der Autorenbeteiligungen und Produktionen von Markus Norwin Rummel
Dies ist eine Übersicht über die Autorenbeteiligungen und Produktionen des deutschen Produzenten und Songwriters Markus Norwin Rummel.

## A
| Jahr | Titel                       | Interpret           | Funktion           |
| ---- | --------------------------- | ------------------- | ------------------ |
| 2024 | Alte Liebe rostet nie       | Kerstin Ott         | Produzent 1        |
| 2022 | Auf der Suche nach Freiheit | Kerstin Ott         | Produzent 1        |
| 2022 | Ausgerechnet Du             | Kerstin Ott         | Produzent 1        |
| 2020 | Aufbruch                    | Michelle Monballijn | Autor, Produzent   |
| 2021 | Aber bitte mit Sahne        | Schlagerkids        | Produzent 1        |
| 2021 | Alt wie ein Baum            | Schlagerkids        | Produzent 1        |
| 2023 | Alles oder nichts           | Nina Monschein      | Autor 9, Produzent |
| 2022 | Alles wird gut              | Semino Rossi        | Produzent 1        |
| 2024 | Alles laut                  | Zwei wie Eins       | Produzent 18       |
| 2024 | Am Ende siegt die Liebe     | Dirk Leandro        | Produzent          |

## B
| Jahr | Titel    | Interpret       | Funktion            |
| ---- | -------- | --------------- | ------------------- |
| 2024 | Baila Me | Ilka Groenewold | Autor 19, Produzent |
| 2021 | Bombe    | B-Sito          | Autor, Produzent    |
| 2024 | BOOM     | Rosa Weiss      | Produzent 15        |

## C
| Jahr | Titel                           | Interpret                   | Funktion    |
| ---- | ------------------------------- | --------------------------- | ----------- |
| 2021 | C'est la vie – So ist das Leben | Schlagerkids feat. Michelle | Produzent 1 |

## D
| Jahr | Titel                                               | Interpret           | Funktion            |
| ---- | --------------------------------------------------- | ------------------- | ------------------- |
| 2021 | Das ist nicht das Ende der Welt                     | Ben Zucker          | Arrangeur           |
| 2021 | Dazwischen bin ich                                  | Ben Zucker          | Arrangeur           |
| 2023 | Das Bett im Kornfeld steht jetzt leer               | Ben Zucker          | Produzent 1         |
| 2024 | Das letzte erste Mal                                | Jeden Tag Silvester | Autor 17            |
| 2022 | Dieses Gefühl                                       | B-Sito              | Autor, Produzent    |
| 2023 | Das Beste kommt noch                                | Ben Zucker          | Produzent 1         |
| 2022 | Das größte Glück der Welt (Single Club Mix)         | Howard Carpendale   | Produzent 1         |
| 2023 | Du bist das Letzte...                               | Howard Carpendale   | Produzent 1         |
| 2023 | Du bist immer da                                    | Howard Carpendale   | Produzent 1         |
| 2022 | Das Leben geht weiter                               | Dorthe Kollo        | Autor 4, Produzent  |
| 2019 | Du bist immer noch mein Captain                     | Dorthe Kollo        | Autor 4, Produzent  |
| 2021 | Das hätt ich Dir noch gern gesagt                   | Kerstin Ott         | Produzent 1         |
| 2024 | Der Liebe wegen                                     | Nina Monschein      | Produzent           |
| 2022 | Der Morgen nach Marie                               | Kerstin Ott         | Produzent 1         |
| 2023 | Der Morgen nach Marie – Ich find Schlager toll Live | Kerstin Ott         | Produzent 1         |
| 2022 | Die immer lacht                                     | Kerstin Ott         | Produzent 1         |
| 2023 | Das tut sich doch keiner freiwillig an              | Maite Kelly         | Produzent 13        |
| 2022 | Der Vorhang fällt                                   | Nina Monschein      | Produzent           |
| 2023 | Diese Nacht                                         | Nina Monschein      | Produzent           |
| 2019 | Dieser eine Augenblick                              | Pat                 | Autor, Produzent    |
| 2024 | Die Welt ist nicht genug                            | Zwei wie Eins       | Autor 16, Produzent |
| 2022 | Du (heute Nacht lieg ich wach)                      | Pat                 | Autor, Produzent    |
| 2023 | Du bist die Liebe die ich brauch                    | Michael Pettermann  | Produzent 10        |
| 2023 | Du schläfst neben mir ein                           | Rosa Weiss          | Produzent           |
| 2021 | Das Leben tanzt Sirtaki                             | Schlagerkids        | Produzent 1         |
| 2022 | Das fehlende Stück                                  | Semino Rossi        | Produzent 1         |
| 2021 | Das war unser Sommer                                | Semino Rossi        | Produzent 1         |
| 2022 | Dein Gestern, Dein Heute, Dein Morgen               | Semino Rossi        | Produzent 1         |
| 2025 | Durchgemacht                                        | Anna-Maria Zivkov   | Produzent, Autor 21 |
| 2022 | Du vollendest mich                                  | Semino Rossi        | Produzent 1         |
| 2024 | Du bist mein Glücksmoment                           | Semino Rossi        | Produzent 1         |
| 2024 | Dreh dich um                                        | Ilka Groenewold     | Produzent           |

## E
| Jahr | Titel                              | Interpret                           | Funktion            |
| ---- | ---------------------------------- | ----------------------------------- | ------------------- |
| 2024 | Echte Helden müssen kämpfen        | Dorthe Kollo                        | Autor 20, Produzent |
| 2022 | Einfach nein                       | Kerstin Ott                         | Produzent 1         |
| 2025 | Elektrisiert                       | Ilka Groenewold                     | Produzent           |
| 2022 | Endlich Sommer                     | Miguel Gaspar                       | Produzent 1         |
| 2021 | Ein Stern (der Deinen Namen trägt) | Schlagerkids feat. DJ Ötzi & Nik P. | Produzent 3         |
| 2022 | Eres mi motivo                     | Semino Rossi                        | Produzent 1         |
| 2024 | Exklusiv                           | Semino Rossi                        | Produzent 1         |

## F
| Jahr | Titel                    | Interpret                               | Funktion    |
| ---- | ------------------------ | --------------------------------------- | ----------- |
| 2014 | Farbenfroh               | Pat                                     | Autor       |
| 2024 | Flowers                  | Dorthe Kollo                            | Produzent   |
| 2021 | Fussball ist unser Leben | Schlagerkids feat. Bürger Lars Dietrich | Produzent 1 |

## G
| Jahr | Titel                        | Interpret                | Funktion    |
| ---- | ---------------------------- | ------------------------ | ----------- |
| 2022 | Geh doch, wenn Du sie liebst | Andrea Berg, Kerstin Ott | Produzent 1 |
| 2021 | Guten Morgen, Welt           | Ben Zucker               | Arrangeur   |
| 2014 | Gegen jede Vernunft          | Die Fantastischen Vier   | Autor 5     |
| 2021 | Get down                     | Lou Bega                 | Arrangeur   |
| 2024 | Gigantische Liebe            | Semino Rossi             | Produzent 1 |

## H
| Jahr | Titel                       | Interpret       | Funktion             |
| ---- | --------------------------- | --------------- | -------------------- |
| 2015 | Haifisch Alarm              | Klaus und Klaus | Autor 4              |
| 2024 | Herz24                      | Pat             | Komponist, Produzent |
| 2022 | Heute hab ich Zeit für Dich | Semino Rossi    | Produzent 1          |

## I
| Jahr | Titel                                | Interpret                | Funktion            |
| ---- | ------------------------------------ | ------------------------ | ------------------- |
| 2023 | Ich fühl wie du                      | Howard Carpendale        | Produzent 1         |
| 2021 | Ich wär' gern alles, was du brauchst | Ben Zucker               | Arrangeur           |
| 2023 | Ich wollte nie, dass du gehst        | Ben Zucker               | Produzent 1         |
| 2025 | Ich würd es immer wieder tun         | Ilka Groenewold          | Produzent           |
| 2023 | Ist ein Leben genug                  | Howard Carpendale        | Produzent 1         |
| 2022 | Ich bin bereit                       | Kerstin Ott              | Produzent 1         |
| 2022 | Ich will alles                       | Kerstin Ott              | Produzent 1         |
| 2022 | Ich wünsche mir von Dir (Single-Mix) | Kerstin Ott              | Produzent 1         |
| 2025 | Immer wenn dir die Liebe fehlt       | Roland Kaiser            | Autor               |
| 2022 | Immer wenn ich bei Dir bin           | Kerstin Ott              | Produzent 1         |
| 2022 | Irgendwann                           | Kerstin Ott              | Produzent 1         |
| 2023 | Ich brauch einen Mann                | Maite Kelly              | Produzent 1         |
| 2024 | Ich sing meine Lieder                | Maite Kelly              | Produzent 13        |
| 2025 | „Ich hasse dich“                     | Jenice                   | Autor 20, Produzent |
| 2024 | In deinen Augen die Welt             | Zwei wie Eins            | Produzent 18        |
| 2023 | I Wonder                             | Navé Grey, Volkan Baydar | Produzent           |
| 2021 | Ich liebe das Leben                  | Schlagerkids             | Produzent 1         |
| 2025 | Ich will mehr                        | Karina Klüber            | Produzent 22        |
| 2022 | Ich geb' es zu                       | Semino Rossi             | Produzent 1         |

## J
| Jahr | Titel | Interpret      | Funktion           |
| ---- | ----- | -------------- | ------------------ |
| 2019 | Jetzt | Daniel Aminati | Autor, Produzent 2 |
| 2024 | Joana | Kerstin Ott    | Produzent 1        |

## K
| Jahr | Titel            | Interpret   | Funktion    |
| ---- | ---------------- | ----------- | ----------- |
| 2021 | Kein Weg zu weit | Ben Zucker  | Produzent 1 |
| 2021 | Keine Angst      | Kerstin Ott | Produzent 1 |
| 2019 | Komm mit mir mit | Kerstin Ott | Arrangeur   |

## L
| Jahr | Titel                          | Interpret             | Funktion              |
| ---- | ------------------------------ | --------------------- | --------------------- |
| 2020 | Lass uns gehen                 | Matthias Schweighöfer | Autor 2, Produzent 2  |
| 2023 | Let's do it again              | Howard Carpendale     | Autor 11, Produzent 1 |
| 2023 | Lebe laut (Party Version 2023) | Kerstin Ott           | Produzent 1           |
| 2024 | Liebe (mehr als ein Wort)      | Semino Rossi          | Produzent 1           |
| 2021 | Le Li La                       | Schlagerkids          | Produzent 1           |
| 2021 | Lieb mich dann                 | Schlagerkids          | Produzent             |

## M
| Jahr | Titel                                 | Interpret         | Funktion         |
| ---- | ------------------------------------- | ----------------- | ---------------- |
| 2022 | Mädchen                               | Kerstin Ott       | Produzent 1      |
| 2024 | Magische Momente                      | Semino Rossi      | Produzent 1      |
| 2023 | Mädchen – Ich find Schlager toll Live | Kerstin Ott       | Produzent 1      |
| 2021 | Manche Menschen                       | Kerstin Ott       | Produzent 1      |
| 2019 | Mehrweh                               | Edelmeer          | Autor 4          |
| 2023 | Mein Herz                             | Ben Zucker        | Produzent 1      |
| 2014 | Mein Herz schlägt wie verrückt        | Pat               | Autor            |
| 2019 | Melodie                               | Pat               | Autor, Produzent |
| 2025 | Millionenfach                         | Anna-Maria Zivkov | Produzent        |
| 2021 | Mit 13 hat man noch Träume            | Schlagerkids      | Produzent 1      |
| 2022 | Mein Glück ist Dein Glück             | Semino Rossi      | Produzent 1      |

## N
| Jahr | Titel                         | Interpret         | Funktion         |
| ---- | ----------------------------- | ----------------- | ---------------- |
| 2020 | Nummer 1                      | B-Sito            | Autor, Produzent |
| 2023 | Nacht über...                 | Howard Carpendale | Produzent 1      |
| 2021 | Nachts sind alle Katzen grau  | Kerstin Ott       | Produzent 1      |
| 2019 | Noch immer hier               | Oonagh            | Arrangeur        |
| 2021 | Nur die Liebe führt zum Glück | Semino Rossi      | Produzent 1      |
| 2024 | Neue Liebe                    | Linda Fäh         | Produzent        |

## P
| Jahr | Titel             | Interpret         | Funktion    |
| ---- | ----------------- | ----------------- | ----------- |
| 2023 | Positive Gedanken | Alexander Mikliss | Produzent   |
| 2015 | Prinzessin        | Sabrina Berger    | Autor       |
| 2021 | Phänomen          | Schlagerkids      | Produzent 1 |

## Q
| Jahr | Titel    | Interpret    | Funktion    |
| ---- | -------- | ------------ | ----------- |
| 2022 | Que sera | Semino Rossi | Produzent 1 |

## R
| Jahr | Titel            | Interpret    | Funktion     |
| ---- | ---------------- | ------------ | ------------ |
| 2023 | Regenbogen       | Rosa Weiss   | Produzent 15 |
| 2021 | Regenbogenfarben | Schlagerkids | Produzent 3  |

## S
| Jahr | Titel                                     | Interpret      | Funktion            |
| ---- | ----------------------------------------- | -------------- | ------------------- |
| 2021 | Sag mir (wann beginnt endlich die Zeit)   | Kerstin Ott    | Produzent 1         |
| 2025 | Schere Stein Papier                       | Dorthe Kollo   | Autor 20, Produzent |
| 2024 | Schnee als der Sommer kam                 | Zwei wie Eins  | Produzent 18        |
| 2024 | Schöner Mann aus Amsterdam                | Dorthe Kollo   | Produzent           |
| 2021 | Schon wieder geht 'ne Zeit mit Dir vorbei | Kerstin Ott    | Produzent 1         |
| 2020 | Sturm                                     | Pat            | Autor, Produzent    |
| 2018 | So ist das Leben                          | Semino Rossi   | Arrangeur           |
| 2023 | Sonnenwärme                               | Rosa Weiss     | Produzent 15        |
| 2023 | Suchst du den Mann?                       | voXXclub       | Produzent 1         |
| 2024 | Starke Arme                               | Nina Monschein | Autor 9, Produzent  |
| 2023 | Straßenjungs                              | Ben Zucker     | Produzent 1         |
| 2023 | Sweet                                     | Pat            | Produzent           |

## T
| Jahr | Titel                                  | Interpret                 | Funktion           |
| ---- | -------------------------------------- | ------------------------- | ------------------ |
| 2025 | Tanz                                   | Louella                   | Produzent          |
| 2022 | Tango Amore                            | Andrea Berg, Semino Rossi | Produzent 1        |
| 2023 | Tausend Mal                            | Rosa Weiss                | Produzent 15       |
| 2021 | Traurig bin ich nicht                  | Kerstin Ott               | Produzent 1        |
| 2024 | Tu me manques                          | Nina Monschein            | Produzent          |
| 2022 | Typisch anders                         | Matthias Reim             | Autor              |
| 2023 | Tausend Tränen                         | Nina Monschein            | Autor 9, Produzent |
| 2022 | Tanzen (Sie braucht keinen Dancefloor) | Pat                       | Autor, Produzent   |
| 2022 | Te quiero heißt ich liebe Dich         | Semino Rossi              | Produzent 1        |

## U
| Jahr | Titel                             | Interpret         | Funktion            |
| ---- | --------------------------------- | ----------------- | ------------------- |
| 2022 | Überall Zuhaus                    | Ben Arslan        | Autor 8, Produzent  |
| 2023 | Ungesagtes                        | Howard Carpendale | Produzent 1         |
| 2022 | Und dann habe ich an Dich gedacht | Miguel Gaspar     | Produzent 1         |
| 2023 | Unikat                            | Ilka Groenewold   | Autor 12, Produzent |

## V
| Jahr | Titel                                         | Interpret         | Funktion            |
| ---- | --------------------------------------------- | ----------------- | ------------------- |
| 2024 | Verbotene Liebe                               | Nina Monschein    | Produzent           |
| 2023 | Verdammt                                      | Ben Zucker        | Produzent 1         |
| 2024 | Vergessene Ideen                              | Jonas Monar       | Komponist 14        |
| 2024 | Verschwende dein Glück                        | Zwei wie Eins     | Produzent           |
| 2025 | Viel zu busy                                  | Dorthe Kollo      | Autor 20, Produzent |
| 2025 | Von jeder Reise kehrt ein neuer Mensch zurück | Norvin            | Produzent, Autor    |
| 2022 | Von jetzt auf gleich                          | Ben Zucker        | Produzent 1         |
| 2023 | Verliebt, verlacht, vereint                   | Howard Carpendale | Produzent 1         |
| 2022 | Vamos, amore mio, vamos                       | Semino Rossi      | Produzent 1         |
| 2023 | Vamos, amore mio, vamos – Version 2023        | Semino Rossi      | Produzent 1         |

## W
| Jahr | Titel                                   | Interpret                | Funktion             |
| ---- | --------------------------------------- | ------------------------ | -------------------- |
| 2022 | Was für eine geile Zeit                 | Ben Zucker, DJ Ötzi      | Produzent 1          |
| 2022 | Was ich will, bist du (Ohne dich)       | Ben Zucker               | Autor 7, Produzent 1 |
| 2021 | Was mir noch fehlt bist Du              | Ben Zucker               | Produzent 1          |
| 2021 | Wie konnte das passieren!? (Single-Mix) | Ben Zucker               | Produzent 1          |
| 2023 | Warum tanzt du so allein                | Howard Carpendale        | Produzent 1          |
| 2023 | Was wird nach uns sein                  | Howard Carpendale        | Produzent 1          |
| 2023 | Wovon träumst du                        | Howard Carpendale        | Produzent 1          |
| 2021 | Wann ist das passiert                   | Kerstin Ott              | Produzent 1          |
| 2022 | Was auch immer passiert                 | Kerstin Ott, Andrea Berg | Produzent 1          |
| 2021 | Was weißt Du von meiner Liebe           | Kerstin Ott              | Produzent 1          |
| 2021 | Wenn Du denkst Du kennst sie            | Kerstin Ott              | Autor 6, Produzent 1 |
| 2021 | Wenn ich einmal still steh              | Kerstin Ott              | Produzent 1          |
| 2021 | Wir zwei gegen den Rest der Welt        | Kerstin Ott              | Produzent 1          |
| 2022 | Was wenn                                | Nina Monschein           | Produzent            |
| 2022 | Wenn der Nebel sich hebt                | Nina Monschein           | Produzent            |
| 2024 | Wenn dein Herz Lambada tanzt            | Dirk Leandro             | Produzent            |
| 2021 | Was für eine geile Zeit                 | Schlagerkids             | Produzent 3          |
| 2025 | Was hat er, was ich nicht hab           | Nina Monschein           | Autor 24, Produzent  |
| 2025 | Wie wäre es wenn                        | Daniel Sommer (Sänger)   | Autor 23, Produzent  |
| 2024 | Wir leben hoch                          | Ilka Groenewold          | Autor 12, Produzent  |
| 2021 | Wir sind die Schlagerkids               | Schlagerkids             | Produzent 1          |
| 2024 | Wir sind eins                           | Nina Monschein           | Produzent            |
| 2022 | Wann hör ich auf                        | Semino Rossi             | Produzent 1          |
| 2021 | Was bitte was                           | Semino Rossi             | Produzent 1          |

## Z
| Jahr | Titel                   | Interpret    | Funktion    |
| ---- | ----------------------- | ------------ | ----------- |
| 2022 | Zusammen sind wir Liebe | Semino Rossi | Produzent 1 |